# Sillon rhodanien
Ne doit pas être confondu avec Vallée du Rhône (France).

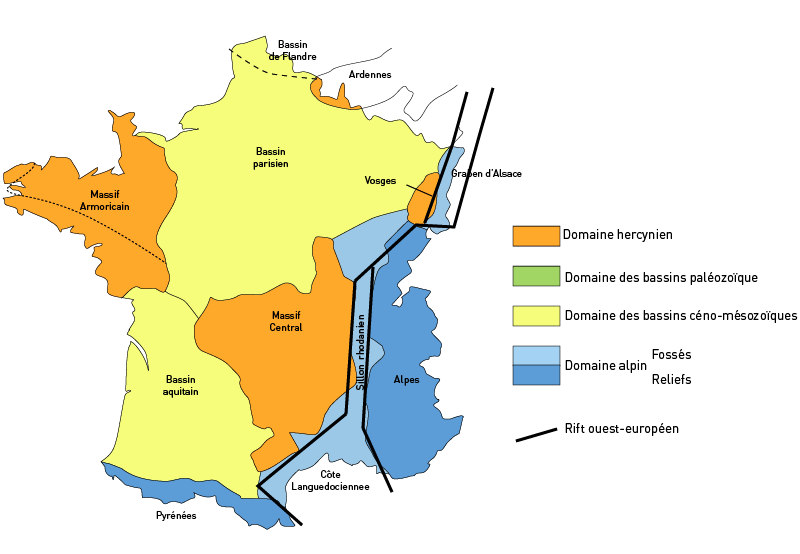
Carte schématique des domaines géologiques de la France avec le sillon rhodanien au sud-est.

Le sillon rhodanien est un graben de France qui s'étire de la Camargue au sud à la Bresse au nord en passant par la vallée du Rhône. Il constitue la branche la plus méridionale du rift ouest-européen. Formé au cours de l'orogenèse alpine, il a connu plusieurs épisodes d'immersion et de remblaiements alluviaux. Durant les glaciations, il a été partiellement envahi par des lobes glaciaires qui ont conduit à la formation de lacs dont celui de la Bresse et de moraines comme la Dombes.
Prolongé au nord jusqu'à Mâcon voir Dijon, et intégrant de ce fait la basse vallée de la Saône, il peut aussi être désigné par le terme de couloir ou axe séquano-rhodanien.